# Ruộng cày
Ruộng cày hay còn gọi biệt gia (danh pháp khoa học: Bergia ammannioides) là một loài thực vật có hoa trong họ Elatinaceae. Loài này được Roxb. ex Roth mô tả khoa học đầu tiên năm 1821.